# 布利尼 (马恩省)
布利尼（法語：Bligny，法語發音：[bliɲi]）是法国马恩省的一个市镇，属于兰斯区。

## 地理
布利尼（49°11'42"N, 3°51'38"E）面积2.59 平方千米，位于法国大東部大區马恩省，该省份为法国东北部内陆省份，北起阿登省，西北接埃纳省，西南接塞纳-马恩省，南至奥布省，东南接上马恩省，东临默兹省。
与布利尼接壤的市镇（或旧市镇、城区）包括：欧比伊、绍米济、布伊、尚布雷西、圣厄夫赖斯和克莱里泽、萨尔西。

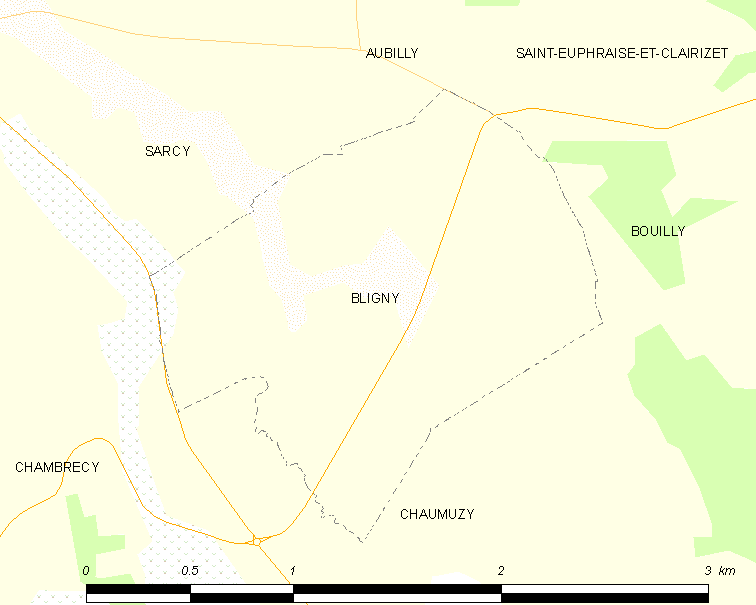
的OSM定位图

布利尼的时区为UTC+01:00、UTC+02:00（夏令时）。

## 行政
布利尼的邮政编码为51170，INSEE市镇编码为51069。

## 政治
布利尼所属的省级选区为多尔芒-香槟景县。

## 人口

1962-2008年间人口变化图示

布利尼于2022年1月1日时的人口数量为115人。